# Skyttstennäs
Skyttstennäs is een plaats in de gemeente Uppsala in het landschap Uppland en de provincie Uppsala län in Zweden. De plaats heeft 129 inwoners (2005) en een oppervlakte van 102 hectare.